# Cotta (Stadtbezirk)
Cotta ist ein Stadtbezirk von Dresden. Der Sitz des Stadtbezirksamtes Cotta befindet sich im Rathaus Cotta. Mit Wirkung vom 13. September 2018, dem Tag der öffentlichen Bekanntmachung der entsprechenden Hauptsatzungsänderung, ersetzte die Bezeichnung Stadtbezirk die ursprüngliche Bezeichnung Ortsamtsbereich. Entsprechend wurden aus Ortsbeirat, Ortsamt und Ortsamtsleiter die neuen Bezeichnungen Stadtbezirksbeirat, Stadtbezirksamt und Stadtbezirksamtsleiter.

## Gliederung
Der Stadtbezirk ist in folgende acht statistische Stadtteile untergliedert:
- Cotta mit Friedrichstadt-Südwest, bestehend aus Cotta und dem Südwesten der Friedrichstadt
- Löbtau-Nord und Löbtau-Süd
- Naußlitz mit Wölfnitz, Roßthal, Dölzschen und Niedergorbitz, bestehend aus Naußlitz, Wölfnitz, Roßthal, Dölzschen und Niedergorbitz
- Gorbitz-Ost, Gorbitz-Süd und Gorbitz-Nord/Neuomsewitz, im Wesentlichen bestehend aus dem dreigeteilten größten Plattenbaugebiet Dresdens, dass sich bis in den Süden von Omsewitz erstreckt
- Briesnitz mit Stetzsch, Kemnitz, Leutewitz und Altomsewitz, bestehend aus Briesnitz, Kemnitz, Stetzsch, Leutewitz und dem Norden von Omsewitz.

Diese Art der Gliederung besteht seit 1991. Zuvor gehörte das Gebiet zum Stadtbezirk Dresden-West. Seit 1997 wird vom Stadtbezirksamt aus auch die eingemeindete Ortschaft Altfranken verwaltet, die jedoch gemeinsam mit Gompitz den statistischen Stadtteil Gompitz/Altfranken bildet.

## Lage
Der Stadtbezirk liegt im Westen der Stadt und wird von der Elbe im Norden, den Stadtbezirken Plauen und Altstadt im Osten sowie den Ortschaften Cossebaude, Mobschatz und Gompitz im Westen begrenzt. Die Ostgrenze wird auch vom Fluss Weißeritz gebildet. Südlich des Stadtbezirks Cotta befindet sich die Stadt Freital, deren Stadtteil Pesterwitz fast umschlossen wird. Der Stadtbezirk liegt direkt am Elbhang, so dass der höchste Punkt mehr als 100 m über der Elbe liegt. 

## Politik

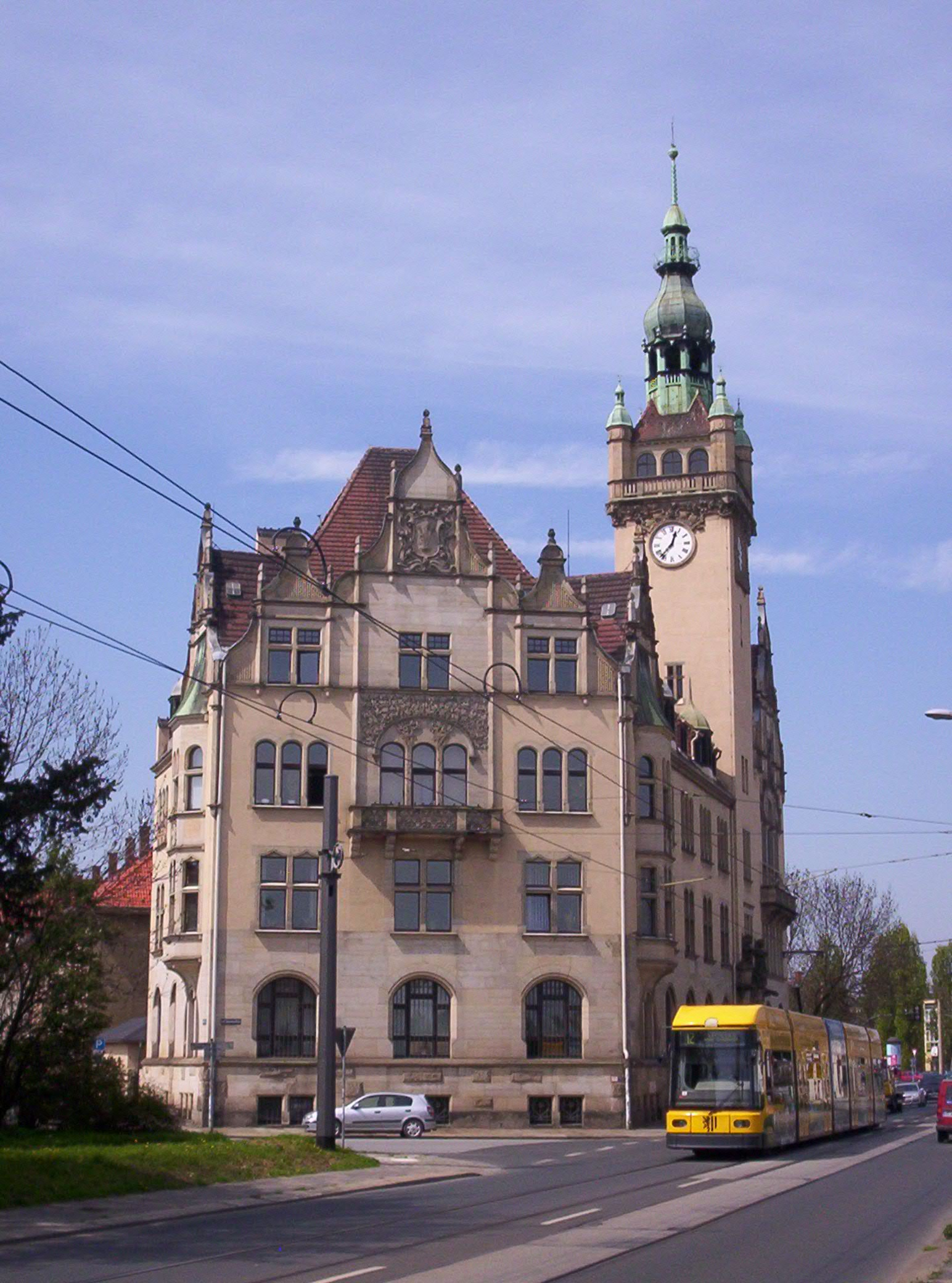
Rathaus Cotta

Die Sitzverteilung im Stadtbezirksbeirat richtet sich nach der Stimmverteilung bei der Stadtratswahl im Stadtbezirk.
| Stadtbezirksbeiratswahl Cotta 2024Wahlbeteiligung: 65,7 % 3020100 24,9 %17,2 %14,1 %10,1 %8,3 %6,5 %5,5 %3,6 %3,0 %2,9 %1,7 %2,1 % AfDCDUGrüneLinkeSPDTZ/BS24fFWPiratenPARTEIFDPFSSonst.Anmerkungen:f Team Zastrow/Bündnis Sachsen 24 | Sitzverteilung im Stadtbezirksbeirat Cotta seit 2024Insgesamt 21 Sitze - Linke: 2 - Piraten: 1 - PARTEI: 1 - Grüne: 3 - SPD: 2 - FW: 1 - FDP: 1 - TZ/BS24: 1 - CDU: 4 - AfD: 5 |

| Jahr | AfD | Grüne | Linke | CDU | SPD | FW | FDP | NPD | Piraten | FBD | Sonstige                  | Gesamt |
| ---- | --- | ----- | ----- | --- | --- | -- | --- | --- | ------- | --- | ------------------------- | ------ |
| 2004 | –   | 2     | 5     | 5   | 2   | –  | 1   | –   | –       | 1   | DSU, VoSo, NB: je 1       | 19     |
| 2009 | –   | 2     | 3     | 6   | 2   | –  | 3   | 1   | –       | 1   | BüBü: 1                   | 19     |
| 2014 | 2   | 3     | 5     | 6   | 2   | –  | 1   | 1   | 1       | –   | –                         | 21     |
| 2019 | 5   | 4     | 4     | 4   | 2   | 1  | 1   | –   | –       | –   | –                         | 21     |
| 2024 | 5   | 3     | 2     | 4   | 2   | 1  | 1   | –   | 1       | –   | TZ/BS24, Die PARTEI: je 1 | 21     |

### Wahlen
Bei den Stadtratswahlen sind Teile des Stadtbezirks Cotta zwei Wahlkreisen zugeordnet:
- Wahlkreis 12 – Altfranken, Briesnitz, Cossebaude, Cotta, Gompitz, Leutewitz, Löbtau-Nord, Mobschatz, Omsewitz
- Wahlkreis 13 – Dölzschen, Gorbitz, Löbtau-Süd, Naußlitz, Neu-Omsewitz, Wölfnitz

## Entwicklung der Einwohnerzahl
| Jahr | Einwohner |
| ---- | --------- |
| 1990 | 77.608    |
| 1992 | 75.767    |
| 1994 | 73.904    |
| 1995 | 72.904    |
| 1996 | 71.198    |
| 1998 | 66.847    |
| 2000 | 63.989    |
| 2001 | 62.984    |
| 2002 | 62.740    |
| 2003 | 63.084    |

| Jahr | Einwohner |
| ---- | --------- |
| 2004 | 63.250    |
| 2005 | 64.232    |
| 2006 | 65.535    |
| 2007 | 66.038    |
| 2008 | 66.566    |
| 2009 | 67.431    |
| 2010 | 68.274    |
| 2011 | 69.161    |
| 2012 | 70.277    |
| 2013 | 71.093    |

| Jahr | Einwohner |
| ---- | --------- |
| 2014 | 71.932    |
| 2015 | 72.862    |
| 2016 | 73.630    |
| 2017 | 74.289    |
| 2018 | 74.887    |

## Stadtbezirksamt
Das Stadtbezirksamt Cotta hat seinen Sitz im Rathaus Cotta, das zuvor unter anderem als Sitz der Cottaer Gemeindeverwaltung und des Stadtbezirkes Dresden-West fungiert hatte.